# Coyote mag
A Coyote mag (vagy Coyote magazine) kéthavonta megjelenő francia magazin, amely elsősorban az ázsiai kultúrával, így mangákkal és animékkel foglalkozik.

## Története
A magazint 1997-ben alapította Laurent Koffel, a Pirates fanzine sikerén felbuzdulva. A Coyote mag szerkesztőgárdája meglehetősen eklektikus, hiszen számos szerteágazó témával foglalkoznak, így az animációkról, a mangákról, illetve az ázsiai filmekről és zenékről is írnak. A magazinról általánosságban elmondható, hogy az ázsiai kultúrával és annak franciaországbéli hatásával foglalkozik.
A magazinban több francia képregény, így többek között a Sentaï School, a Venezzia, a Strike, a Cyber Shield vagy a Le Mystère d’Aloa is megjelent.